# Градезела (Сондрио)
Градезела је насеље у Италији у округу Сондрио, региону Ломбардија.
Према процени из 2011. у насељу је живело 7 становника. Насеље се налази на надморској висини од 567 м.